# Tiranet orellut inca
El tiranet orellut inca (Leptopogon taczanowskii) és un ocell de la família dels tirànids (Tyrannidae).

## Hàbitat i distribució
Habita els boscos dels Andes centrals del Perú.